# Theodore II của Alexandria
Thêôđorô (Theodoros) II (tiếng Hy Lạp: Πάπας και Πατριάρχης Αλεξανδρείας και πάσης Αφρικής Θεόδωρος Β΄, tên lúc sinh là Nikolaos Horeftakis vào ngày 25 tháng 11 năm 1954) là giáo trưởng giáo hội chính thống phương Đông của Alexandria và tất cả châu Phi. 
Ông sinh ra trên đảo của Crete thuộc Hy Lạp trong năm 1954, nơi ông hoàn tất chương trình trung học. Ông tốt nghiệp Trường Giáo hội Rizarios tại Athena và có bằng từ ngành Thần học của Đại học Aristotle Thessaloniki. Ông cũng nghiên cứu Lịch sử Nghệ thuật, Văn học và Triết học ở Odessa. Từ 1975 đến 1985 ông giữ chức phó chủ giáo và hiệu trưởng của Metropolis Thánh Lambis và Sfakion ở Crete, nơi ông đã phát triển đáng kể giảng và các hoạt động từ thiện (ký túc xá cho thanh niên nghèo). Từ 1985-1990, ông giữ chức vụ giám mục Tòa Thượng phụ ở Nga, có trụ sở tại thành phố Ucraina của Odessa, trong nhiệm kỳ VI Tổ Nicholas và Parthenios.
Theodore thành lập Viện Văn hóa và Bảo tàng Philiki Eterea Hy Lạp với 600 trẻ em, nơi các em được dạy kiến thức toàn diện của Hy Lạp. Năm 1990, ông được thụ phong Giám mục Kyrene và được bổ nhiệm làm đại diện của Patriarch Parthenios trong Athena (1990-1997). Ông luôn luôn đi kèm Parthenios Thượng phụ đi du lịch khắp châu Phi và nhiều hội nghị quốc tế, tín ngưỡng và thần học.